# 舊米科拉伊夫卡 (杜布諾區)

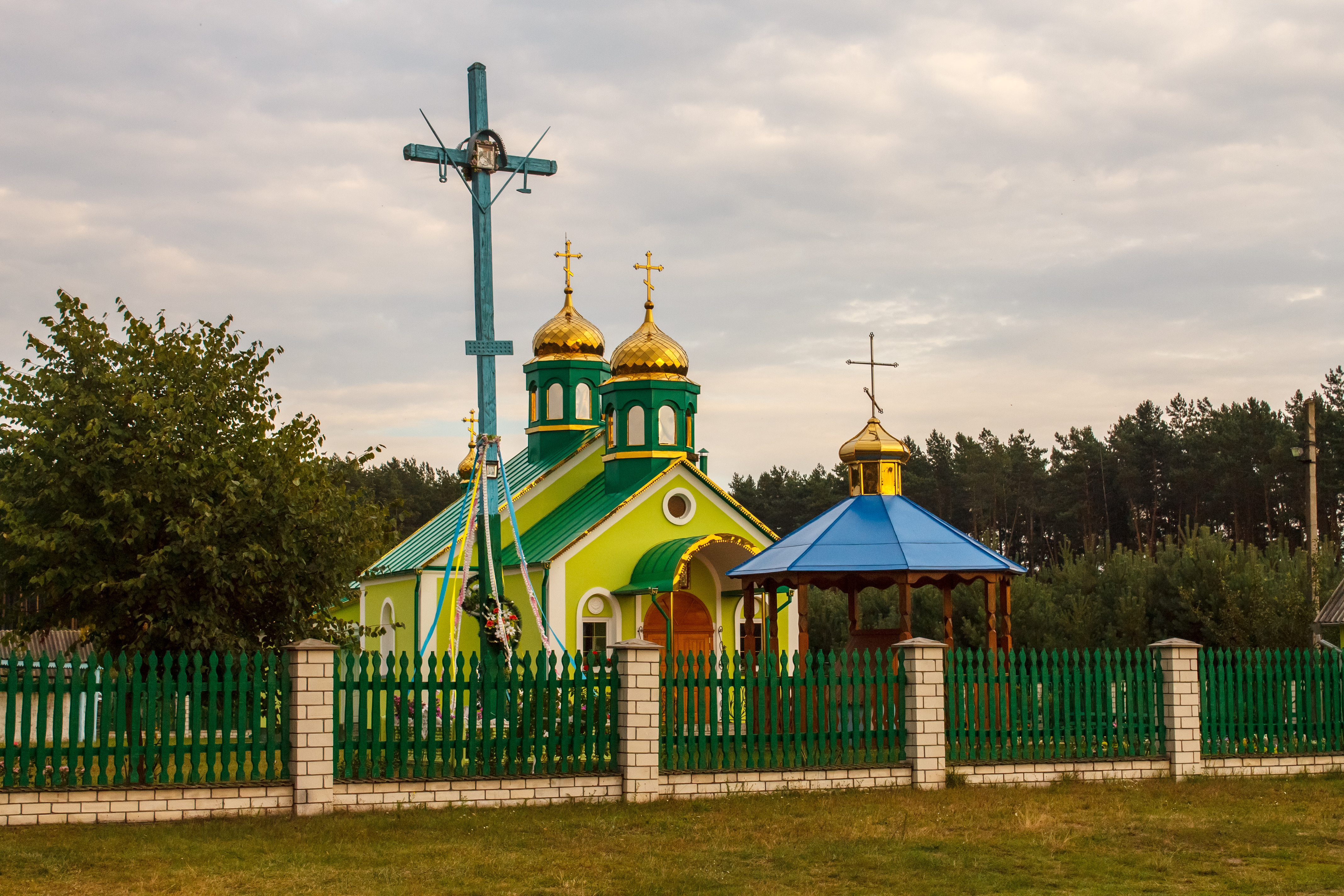
教堂

50°13′4″N 25°45′12″E / 50.21778°N 25.75333°E
舊米科拉伊夫卡（烏克蘭語：Стара Миколаївка），是烏克蘭西北部羅夫諾州杜布諾區斯梅哈市镇内的村落。面積1.04平方公里，海拔高度233米，2001年人口1,024，人口密度每平方公里982.7人。